# Низовка (Яшкинський округ)
Ни́зовка (рос. Низовка) — присілок у складі Яшкинського округу Кемеровської області, Росія.

## Населення
Населення — 1 особа (2010; 6 у 2002).
Національний склад (станом на 2002 рік):
- росіяни — 67 %
- латгальці — 33 %